# هاروتیون بزجیان

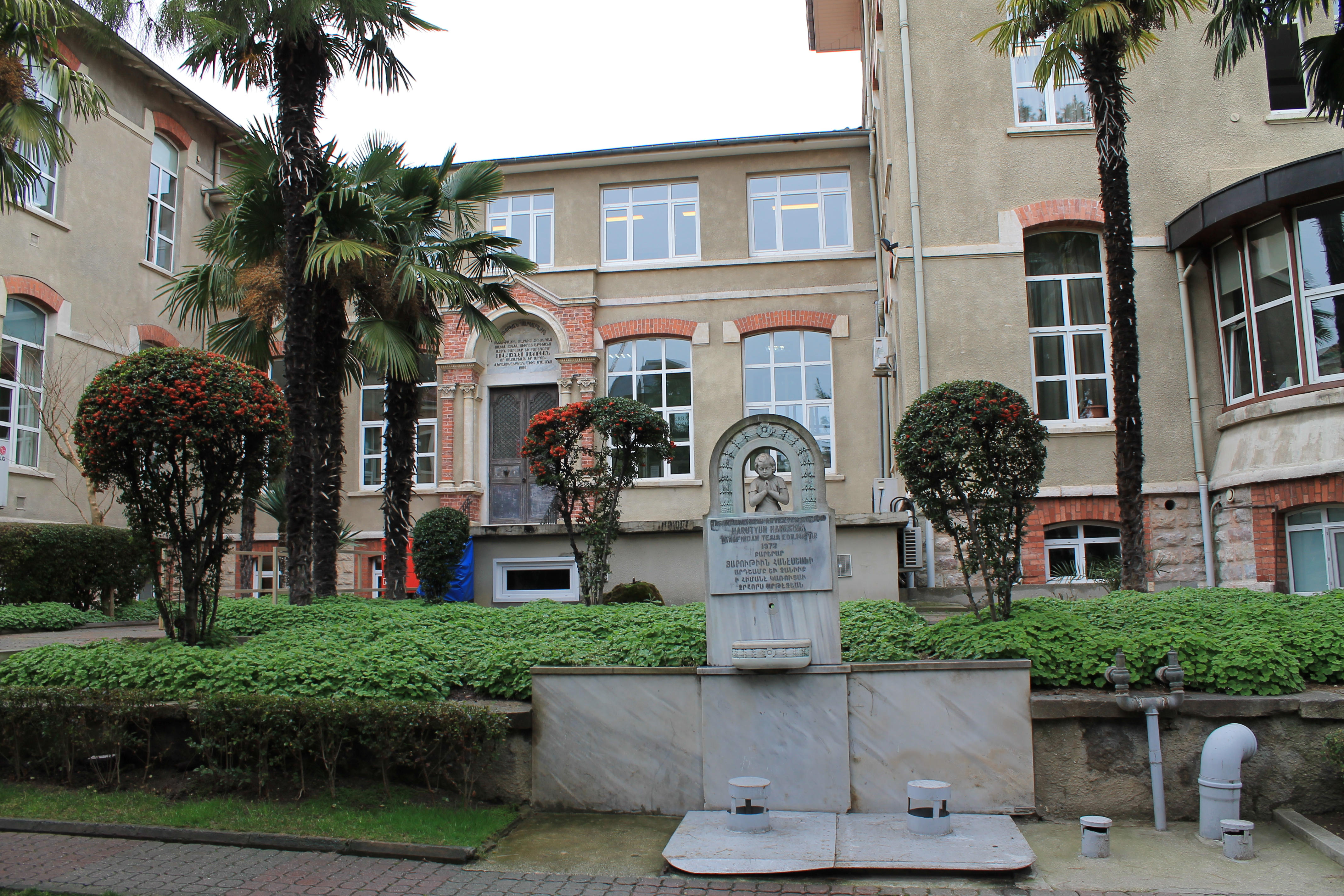

هاروتیون بزجیان (ارمنی: Յարութիւն Պէզճեան؛ زاده ۱۰ آوریل ۱۷۷۱ – درگذشته ۳ ژانویهٔ ۱۸۳۴) نیکوکار، تاجر، سرمایه‌گذار، مشاور سرشناس و بنیانگذار بیمارستان ارمنی پرگیچ مقدس (به انگلیسی: Surp Pırgiç Armenian Hospital) بود.

## زندگی‌نامه
وی در یک خانواده ارمنی در ۱۰ آوریل ۱۷۷۱ در محله ینی‌کاپی کنستانتینوپل به دنیا آمد. از مدرسه محلی ارمنی کومکاپی فارغ‌التحصیل شد. همراه با پدرش شروع به تجارت ابریشم نمود. در ۳ ژانویهٔ ۱۸۳۴ در سن ۶۲ سالگی در کنستانتینوپل درگذشت.